# Hongrie aux Jeux olympiques d'hiver de 1980
La Hongrie participe aux Jeux olympiques d'hiver de 1980 à Lake Placid aux États-Unis du 13 au 24 février 1980. Il s'agit de sa treizième participation aux Jeux d'hiver.
La Hongrie termine à la quinzième place du tableau des médailles avec une médaille d'argent remporté en danse sur glace par Krisztina Regőczy et András Sallay.

## Médaillés
| Sport                  | Discipline      | Athlète(s)                      | Date       |
| Médailles d'argent : 1 |                 |                                 |            |
| Patinage artistique    | Danse sur glace | Krisztina Regőczy András Sallay | 20 février |

## Patinage artistique
| Athlètes                        | Épreuves | Danse imposée | Danse imposée | Danse libre | Danse libre | Total  | Total                              |
| Athlètes                        | Épreuves | Points        | Rang          | Points      | Rang        | Points | Rang                               |
| ------------------------------- | -------- | ------------- | ------------- | ----------- | ----------- | ------ | ---------------------------------- |
| Krisztina Regőczy András Sallay | Danse    | 147.80        | 2e            | 104.80      | 1er         | 204.52 | Médaille d'argent, Jeux olympiques |